# Fórum Cupedino
Fórum Cupedino (em latim: Forum Cuppedinis) ou Fórum Cupedinário (em latim: Forum Cupedinarium), segundo Símaco, foi um mercado onde várias iguarias foram vendidas na antiga Roma. Situado entre a Via Sacra e o Argileto, foi posteriormente incorporado no Macelo construído por Marco Fúlvio Nobilior em 179 a.C..